# Villain (film 2020)
Villain è un film del 2020 diretto da Philip Barantini.
È stato distribuito nel Regno Unito il 28 febbraio 2020 e negli Stati Uniti il 22 maggio 2020.